# أم سلمة بنت المختار
أمّ سلمة بنت المُخْتار بن أَبِي عُبيد، هي ابنة المختار الثقفي، وزوجة عبد الله بن عبد الله بن عمر بن الخطاب.

## حياتها
هي: أمّ سلمة بنت المُخْتار بن أَبِي عُبيد بن مَسْعود بن عَمْرو بن عُمَيْر بن عَوْف بن عُقْدَة بن غِيَرَةَ ابن عَوْف بن قسيّ وهو ثَقِيف، وأمّها أمّ الوليد بنت عمير بن رباح بن عوف بن جابر بن سفيان بن عبد يَالِيل بن سالم بن مالك بن حُطيط.
كانت زوجة عبد الله بن عبد الله بن عمر بن الخطاب، وأنجبت له عمر بن عبد الله. قال ابن سعد: «أَخْبَرَنَا يَحْيَى بْنُ عَبَّادٍ. حَدَّثَنَا فُلَيْحٌ عَنْ نَافِعٍ قَالَ: كَانَتْ بِنْتُ المختار ابن أبي عُبَيْدٍ تَحْتَ عَبْدِ اللَّهِ بْنِ عَبْدِ اللَّهِ بْنِ عُمَرَ فَوَلَدَتْ لَهُ لَيْلَةَ الْمُزْدَلِفَةِ. فَأَقَامَتْ صَفِيَّةُ بِنْتُ أبي عُبَيْدٍ عَلَيْهَا. وَهِيَ عمتها. حتى جاؤوا حِينَ غَرَبَتِ الشَّمْسُ يَوْمَ النَّحْرِ فَأَمَرَهُمْ عَبْدُ اللَّهِ أَنْ يَرْمُوا الْجَمْرَةَ ثُمَّ يُفِيضُوا».